# Базикін Володимир Іванович
Володимир Іванович Базикін (1908, Карабаново — 11 серпня 1965, Москва) — радянський дипломат, Надзвичайний і Повноважний Посол.

## Біографія
Народився у 1908 році в селі Карабановому (нині місто Александровського району Владимирської області Російської Федерації). Член ВКП(б). 1938 року закінчив Московський інженерно-будівельний інститут. Протягом 1938—1940 років працював у Економічній раді при Раді народних комісарів СРСР.
З 1940 року в Народному комісаріаті закордонних справ СРСР; у 1941 році — другий секретар Повноважного представництва — Посольства СРСР у США; у 1945—1948 роках — заступник завідувача Відділу США Народного комісаріату закордонних справ — Міністерства закордонних справ СРСР; у 1948—1951 роках — радник Посольства СРСР у США; з 1952 року по лютий 1957 року — заступник завідувача Відділу Американських країн Міністерства закордонних справ СРСР; з 28 лютого 1957 року по 4 червня 1962 року — Надзвичайний і Повноважний Посол у Мексиці; з червня 1962 року і до смерті обіймав посаду завідувача Відділу країн Латинської Америки Міністерства закордонних справ СРСР.
Помер у Москві 11 серпня 1965 року. Похований в Москві на Новодівичому цвинтарі (ділянка № 6, 21 ряд, 9 місце).